# وانغ فاي (دراجة)
وانغ فاي هي دراجة صينية، ولدت في 28 يوليو 1987 في الصين.

## وصلات خارجية
- وانغ فاي على موقع إحصائيات الدراجات الإحترافية (الإنجليزية)
- وانغ فاي على موقع نسبة الدراجات (الإنجليزية)